# Un bateau pour le Vietnam
Un bateau pour le Vietnam est le nom d'une des premières opérations humanitaires à grande échelle, organisée à partir de novembre 1978 par Claudie Broyelle avec l'aide Bernard Kouchner, ex-président de Médecins sans frontières, afin de venir au secours des Boat-people fuyant le Vietnam et le Cambodge, dont le nombre venait de très fortement augmenter et qui étaient décimés en mer de Chine par la faim, les maladies et les exactions des pirates. L'opération a lieu à bord de L'Île de Lumière, un cargo opérant en Nouvelle-Calédonie, reconverti en centre de vaccination flottant. Par son équipement hospitalier et son équipe médicale, ce navire est alors unique en son genre dans la région et il inspire une initiative similaire en Allemagne quelques mois après, le Cap Anamur de  Rupert Neudeck, du journal allemand Deutschlandfunk. Critiqués par le quotidien Le Figaro pour avoir repris le nom d'une campagne de 1968 amenant médicament et bicyclettes au Nord-Vietnam, et désavoués par la direction de Médecins sans frontières, les quinze médecins présents sur le bateau fondent Médecins du monde, un an et demi plus tard, en mars 1980.

## Antécédents et contexte

### Le «bateau pour le Vietnam» de 1967-1968
Alain Geismar, un des premiers animateurs de la campagne, a l'idée de reprendre le même slogan que celui de 1968. Bernard Kouchner avait participé à la campagne pour le bateau soviétique "pour le Vietnam", quittant Marseille chargé de matériel pour le Vietnam du Nord au début 1968. Un Comité Vietnam national (CVN) avait été créé le 30 novembre 1966, après les « Six Heures pour le Vietnam » au Palais de la Mutualité, avec un slogan "de la quinine et une trousse chirurgicale dans chaque village". En février 1967  étaient créés les Comités Vietnam de base (CVB) et en mars 1967, alors que la guerre du Vietnam dure, le médecin français, Marcel-Francis Kahn rencontra brièvement Ho Chi Minh, au Nord Vietnam avec Gisèle Halimi, puis y retourna en mission d’observation pour le Tribunal Russell pour le Vietnam,, également connu sous le nom de "Tribunal Russell-Sartre".
Il est accompagné du photoreporter Roger Pic, actif dans les premières réunions de sensibilisation de la jeunesse à la cause vietnamienne, qui tourne le film « Malgré l’escalade », et du docteur Jean-Michel Krivine,, comme lui ex-militant du Rassemblement démocratique révolutionnaire en 1948. 
Le ministre de la santé nord-vietnamien leur demande une liste de médicaments et de matériels de recherche scientifique médicale. En juin se créé une Association médicale franco-vietnamienne, présidée par le professeur André Roussel, directeur-adjoint de l'INSERM et ex-conseiller technique au cabinet du ministre de la Santé (1956-62),, ce qui lui permet "plus indépendante vis-à-vis du PCF" que d'autres structures. Parmi les parrains devl’association, deux prix Nobel de médecine, André Lwoff et Jacques Monod,. André Roussel souligne que les bombardements provoquent de graves blessures aux civils tout en détruisant l'équipement hospitalier et médical nord-vietnamien. Un appel à réunir médicaments, matériel de première urgence argent pour les acheminer est lancé. À la rentrée, il est rejoint par une trentaine d’organisations médicales, lancent une campagne de solidarité avec le Vietnam, pour des dons financiers et matériels, afin d’acheminer « un bateau pour le Vietnam ». Lors de la première réunion d’information le 3 octobre, Roger Pic projette à nouveau son « Malgré l’escalade », comme en mars, et les trois médecins de retour du Sud-Vietnam témoignent. La collecte de matériel scientifique, pièces de rechange, réactifs et livres médicaux continue. CGT, UNEF Témoignage chrétien, le Collectif intersyndical universitaire d'actio, et une vingtaine d'autres organisations y participent,. Le Mouvement de la paix publie en février dans la presse un premier bilan de la campagne du "bateau pour le Vietnam" et des dons collectés par les comités de 79 départements pour un total de 40 millions d'anciens francs. Témoignage chrétien a par exemple envoyé 425 bicyclettes sur le millier embarqué à Marseille sur un cargo russe.

### Contexte en 1977-1978
En 1977 paraissent deux livres importants pour alerter l'occident sur l'évolution défavorable du communisme en Asie, notamment "Deuxième retour de Chine", par Claudie et Jacques Broyelle, deux intellectuels qui ont travaillé deux ans en Chine comme experts étrangers aux Editions de Pékin et à l’Institut no 2 de langues étrangères. 
Leur livre désavoue le précédent, "La Moitié du Ciel", qu'ils avaient publié en 1973 sur des thèses explicitement maoïstes. Ce changement d'opinion sera salué par le philosophe libéral Raymond Aron dans ses mémoires,. Ils s'inquiètent aussi des dérives du régime génocidaire cambodgien.
Selon un rapport de l'ONU, les boat people ont subi en 1977 environ 8 000 morts pour 5370 arrivées, un rapport du HCR affirmant aussi que plus la moitié meurent en route. Fin 1977, Claude Malhuret, dénonce à la télévision les crimes des Khmers rouges au Cambodge, créant quelques remous dans l’ONG. Au printemps 1978, devenu président de MSF, il fait adopter une motion prévoyant que ses membres « rendront compte au bureau des violations des droits de l’Homme et des faits inacceptables dont ils auront été témoins ». 
À partir 1978, la minorité ethnique chinoise, souvent commerçante, du
Sud-Vietnam, fuit sur des bateaux au fur et à mesure des tensions avec la Chine au sujet du Cambodge, où les Khmers rouges commettent un génocide. 
Ces tensions s'aggravent en octobre 1978, précédant la guerre sino-vietnamienne, le Viêt Nam finissant par envahir en janvier 1979 le Cambodge. Entre-temps, le nombre de réfugiés de la péninsule indochinoise explose, il atteint 118492 en 1978, presque trois fois plus que fin 1977, dont 75 % de « boat people », puis enregistre encore un presque triplement l'année suivante, à 393562, dont 52 % par la mer, même s'il redescendra à 168151 en 1980, dont 45 % par bateaux. 
En janvier 1979, l'armée vietnamienne envahit le Cambodge entraînant la fin du régime des Khmers rouges et du génocide cambodgien ce qui aggrave les rétorsions militaires de le Chine contre le Vietnam. La crise s'aggrave en octobre 1978 avec 10500 réfugiés de plus en un mois en Malaisie puis en mi-novembre 1978 avec 10500 de plus en deux semaines, interpellant « les premiers des humanitaires ». MSF n'a alors qu'un budget très modeste, sans médecin salarié au siège, sur fond d'irruption télévisuelle de « l'autoproclamée Nouvelle Philosophie », avec ses deux « goldens Boys, intellectuels-marketing couverts de strass », André Glucksman et Bernard Henri-Lévy", qui ont tous les deux douté de l'expérience dans ses premières semaines, mais engendreront les « golden Boys de l'humanitaire », soucieux de se différencier des « organisations caritatives d'ancien type » (Caritas, Cimade, Terre des Hommes, Frères des Hommes, et CCFD).

## Histoire

### Les premiers jours en novembre 1978
Le 8 novembre 1978, au journal de 20 heures, apparait le « Hai Hong », cargo avec une grande banderole rédigée en anglais «nous sommes menacés de famine et d'épidémies. Nations unies, sauvez-nous ». À bord, chassés de tous les ports, 2564 boat-people vietnamiens. Il fera aussi la "Une"  des télévisions du monde, et de la presse les jours suivants. La France découvre les boat-people
Quelques heures après, Claudie et Jacques Broyelle téléphonent à Bernard Kouchner, qui fut président de MSF de 1975 à 1977, et proposent le texte d'un appel à secourir les réfugiés directement en mer, avant qu'il ne soit trop tard. Ce dernier ne les connait pas mais a lu leur dernier livre. Il leur propose une rencontre pour le lendemain soir. Elle a lieu dans les locaux du magazine littéraire, politique et religieux Kontinent, fondé par l'écrivain russe Vladimir Maksimov en 1974 et devenu le point central de la vie intellectuelle russe en Europe occidentale, attirant des auteurs aussi divers qu'Alexandre Soljenitsyne, Alexandre Galitch, Viktor Nekrasov, Joseph Brodsky et Andrey Sakharov. Son présents d'autres dissidents Olga Plioutch et Natalia Gorbanevskaïa, ainsi que deux militants bouddhistes vietnamiens, Phung-Anh et Vo Van Ai, éditeurs de la revue Que Me (Pays Natal en vietnamien), qui décrivent la situation grave aussi au Vietnam :disette, camps, prisons, disparition progressive des partisans de la Troisième Force, persécutions contre les Bouddhistes. Très proches des dissidents soviétiques, les Broyelle ont aussi eu le temps de prévenir des amis des Comités Vietnam de base des années 1960 comme Alain Geismar et Jean-Pierre Le Dantec.
Alors qu'un premier texte est paru dans Le Monde du jeudi 9 novembre, la réunion suivante a lieu le 11 novembre chez l'historien Ilios Yannakakis. La discussion est ouverte par Alain Geismar, qui vit longuement Jean-Paul Sartre, soutien sans ambiguïté, et obtiendra le plus grand nombre de signatures. Puis Bernard-Henri Lévy proposa, sans succès, d'envahir l'ambassade du Vietnam.
Claude Malhuret charge Rony Brauman, ex-médecin dans la marine marchande, qui revient tout juste d'une mission en Thaïlande, de se renseigner sur la faisabilité du projet et ce dernier y adhère. Une autre réunion suit, chez MSF. Sur les 9 membres du bureau, sept se montrent très réservés. Présent à la première conférence de presse, Claude Malhuret annonce cependant à la tribune le soutien de MSF au Comité et ne désavoue pas le projet. Puis Rony Brauman écrit que « le repêchage à l’aveuglette dans un espace aussi vaste et aussi fréquenté [est] totalement irréaliste».
Un appel de 70 intellectuels parait dans Le Monde du 22 novembre et le lendemain Claudie Broyelle annonce lors d'une conférence de prese au Sofitel que le bateau a été trouvé : un cargo de 9 000 tonnes opérant en Nouvelle-Calédonie, mis à son disposition par son armateur Michel Cordier, qu'il faut juste équiper en lits, sanitaires et vivres et qui "peut embarquer au moins trois cents réfugiés à chaque voyage". Le coût total de l'opération est estimé à 1 million de francs, en incluant sa location d'environ 20 000 francs par jour. Elle précise que MSF "prend en charge toute la partie médicale de l'opération" et que l'appel aux donateurs "se veut international". Au cours de la conférence, Phuong Anh, président du comité vietnamien pour la défense des droits de l'homme, souligne qu'« abandonner la maison de ses ancêtres, son village et son pays, c'est se couper de ses racines culturelles traditionnelles, de ses sources spirituelles ». Outre la présidente Claudie Broyelle, les autres membres fondateurs à la tribune de cette conférence fondatrice du 23 novembre 1978 sont Jean-Marie Benoist, Guy Béart, Yves Montand, Bernard Stasi, vice-président UDF de l'Assemblée nationale, Claude Mauriac, Raymond Aron, Bernard-Henri Lévy et Alain Geismar,.
Quelques jours après l'appel et la conférence de presse, le bureau de MSF désapprouve le projet, à seulement une voix d’écart, et Claude Malhuret déclare dans un communiqué de presse, que MSF « ne fait pas partie du "Comité Un bateau pour le Vietnam".

### L'extension à l'Allemagne en février 1979
En février 1979, Jean-Paul Sartre donne un entretien à Rupert Neudeck, du journal allemand Deutschlandfunk, qui a l'idée d'associer le Prix Nobel de littérature Heinrich Böll à une campagne similaire, en recyclant le cargo Cap Anamur, pour une campagne similaire, qui démarrera quatre mois après la française. Le "Cap Anamur" sera ainsi à son tour armé et partira en août 1979.
Le 16 février 1979 Le Monde annonce que le cargo "L'île de lumière" quittera la Nouvelle-Calédonie en mars et il  quitte effectivement Nouméa le dernier jour du mois pour secourir les boat-people en mer de Chine méridionale, avec à bord médecins, reporters et photographes. Il soignera près de 4500 réfugiés pendant des mois. Six autres navires seront affrétés par le comité créé en novembre 1978.

### Sartre et Aron au Lutétia, face à 107 télévisions
À partir d'avril 1979, l'ONU négocie avec le Cambodge et le Vietnam la conférence qu'elle prévoit en juillet à Genève pour trouver des solutions de long terme, et qui réunira 146 pays. Le 15 juin 1979, Jean-Yves Follezou, militant au PCF, et deux autres médecins français, entrés au Cambodge via l'ambassade du Vietnam, témoignent de la recrudescence de paludisme, tuberculose, charbon et peste, après quatre années de dénutrition, en appelant à un grand mouvement de solidarité et la création d'un "Comité français d'aide médicale et sanitaire à la population cambodgienne" (CFAMSPC). Claude Malhuret, invité à la conférence de presse, y signale que MSF souhaitait se rendre au Cambodge mais n'a pas les autorisations nécessaires.
Le 20 juin 1979, dans la grande salle de l'hôtel Lutétia, devant les télévisions du monde entier, , et des dizaines d'appareils photo, Claudie Broyelle, toujours présidente du comité, organise une nouvelle conférence de presse sept mois après la première. Cent sept télévisions du monde entier s'y pressent, le 20 juin 1979 à l'Hôtel Lutétia de Paris. À la tribune, Bernard Kouchner, un évêque, un rabbin, et le président des déportés d'Auschwitz, mais aussi les acteurs Simone Signoret, Yves Montand, ainsi que le philosophe Raymond Aron. Le philosophe Jean-Paul Sartre, signataire de l'appel sept mois plus tôt, arrive avec Benny Lévy, son secrétaire, et donne de brèves interviews à diverses télévisions, avant de repartir, épuisé, guidé par Alain Geismar. Le soir, dans les journaux télévisés, « on ne voit que Sartre ». Au micro de RTL, il estime que le gouvernement français n'en a pas fait assez. Valery Giscard d'Estaing fait qu'un répondre qu'ils seront reçus par un conseiller.
Le journal de 13 heures de TF1 du 20 juin diffuse une interview de Jean-Paul Sartre, après la conférence de presse du comité. Deux jours après c'est le 20 heures de TF1, qui interview Bernard Kouchner et Yves Montand.

### Le 26 juin 1979, Giscard d'Estaing dans l'arène
Une semaine après, la télévision publique française improvise le 27 juin 1979 une soirée de solidarité avec les réfugiés, tandis que dans la journée Raymond Aron et Jean-Paul Sartre se sont de nouveau revus, à la demande de Valery Giscard d'Estaing, qui envoie un de ses conseillers à Poulo Bidong, car il « faut accueillir ces gens qui parlent pour la plupart français, qui connaissent notre culture ». Des photos sont prises à l'Élysée montrant, entre Raymond Aron et Jean-Paul Sartre, en très gros plan André Glucksmann, qui avait déjà été reçu avec Bernard-Henri Lévy le 7 septembre 1978 à l'Élysée, pour réclamer et obtenir la fin de la mesure d'expulsion de Daniel Cohn-Bendit, son ami personnel. Neuf mois après, la séance est « à la fois silencieuse et ostentatoire », selon les mémoires de Raymond Aron, avec un souci de mise en scène et de recours aux médias, qui « en fait, apparaît en trompe l’œil », car signifiant « publiquement le déclin des intellectuels, déjà submergé par les sonorités et les images de la culture de masse », selon l'historien Jean-François Sirinelli. Giscard d'Estaing décide d'augmenter le nombre de visa mais la Marine nationale n'est pas mobilisée, un communiqué niveau militaire d'août 1979 mentionnant même qu'elle évite la zone, à la suite des « réticences du gouvernement ». à soutenir l’action du comité de Kouchner, alors qu'en octobre 1954 elle avait porté secours aux premiers boat people, les chrétiens du Tonkin fuyant après la fin de guerre d'Indochine et que depuis le début des années 1970, elle avait mené des dizaines d’opérations de secours d’urgence. Et dès le 15 septembre 1979, Libération s'inquiète en première page que la mobilisation des médias en faveur des boat people décline, « L'île lumière » ayant terminé sa campagne humanitaire de 5 mois.
Le soir, sur Antenne 2, l'émission est présidée par le directeur d'antenne Jean-Pierre Elkabbach, qui y rappelle sans cesse « qu'il ne s'agit pas, surtout pas, de faire de la politique » mais de « comparer l'effort de la France, très honorable, à celui des autres grands pays occidentaux » dans l'accueil des réfugiés, qui permettra à l'hexagone de se classer en « quatrième position parmi les pays d'accueil les plus importants », avec 14 146 personnes lors de la "deuxième vague 1978 – 1980", soit trois fois plus que les 5 270 personnes de "première vague 1975 – 1976". Il ne s'agit plus seulement de les vacciner, les soigner et les protéger des pirates mais de les installer définitivement en France. Les mairies ont répondu nombreuses à l'invitation de la chaîne pour proposer « d'accueillir qui un ménage, qui trois familles ou quarante enfants, ou deux vieillards », via des standardistes bénévoles, qui « ont abandonné leur paye à cette œuvre de charité ». Les polémiques politiques se poursuivent cependant. Dans Le Monde du 14 juillet 1979, Hervé de Charette (UDF) souligne « qu'il ne s'agit pas seulement de les héberger à titre transitoire » mais  « de les insérer définitivement dans la collectivité nationale » et ironise sur « les rodomontades de François Mitterrand sur la volonté des mairies socialistes d'accueillir jusqu'à vingt mille réfugiés ». Elles font aussi que le 5 juillet 1979 , l'Union européenne annonce qu'elle cesse son aide au Vietnam pour la transférer aux réfugiés.

### La conférence de l'ONU à Genève en juillet 1979
La conférence de Genève, les 19 et 20 juillet, fait la Une de Libération. Le gouvernement vietnamien y a accepté de construire des centres de transit pour les candidats au départ et comme prévu par l'ONU les mois précédents, il y est décidé que tout exilé du Cambodge, du Laos ou du Vietnam est de facto considéré comme un réfugié dans tous les « pays riches » mais aussi de répartir entre ces pays une partie de ces réfugiés. Parmi eux aussi, remarque la conférence, beaucoup de  khmers cambodgiens, réfugiés dans un premier temps au Vietnam mais ne pouvant s'y installer. 
La Conférence favorise un certain retour au calme et centre un peu plus l'attention vers le Cambodge. Début août, dans l'avion du CFAMSPC, le comité français, apportant 40 tonnes de médicaments au Cambodge, se retrouvent des bénévoles du CCFD-Terre solidaire de la Cimade et deux médecins de MSF, dont l'un est aussi avocat à mi-temps au cabinet de Jean-Louis Tixier-Vignancour ce qui tend les relations. Vite revenus en France, ils rapportent à MSF une lettre du nouveau gouvernement cambodgien demandant son aide, tandis qu'un article de Libération souligne la gravité et l'urgence de la situation. Claude Malhuret estime lui qu'on ne « peut pas soigner en fermant les yeux » sur le fait que la population fuit vers la frontière mais l'association est divisée, le trésorier Raymond Borel rétorquant que MSF « fait de l'humanitaire, pas de la politique ». 
Les États-Unis de Jimmy Carter lancent un appel international à aider le Cambodge, le 8 août et le nouveau pouvoir vietnamien au Cambodge accepte finalement le projet «Survie Cambodge »lancée par le CICR et l'Unicef: acheminer en six mois 165 000 tonnes de secours, par la mer. Mais dès le 15 septembre 1979, Libération s'inquiète en première page que la mobilisation des médias en faveur des boat people décline.

### Hiver 1979-1980, polémiques et conflit avec le Cambodge
À la suite d'un article fin octobre 1979 dans la revue Change, reproduisant le discours de Noam Chomsky de novembre 1978 à l’ONU: près de la moitié des 600 000 habitants du Timor oriental seraient morts ou prisonniers par l'armée indonésienne. Jacques Attali, André Glucksmann et Bernard-Henri Lévy lancent une polémique contre lui et Régis Debray en novembre et décembre 1979, dans Le Matin et le Nouvel Observateur. Chaque camp accuse l'autre de sous-estimer un de des deux drames, Noam Chomsky ayant estimé que l'énorme présence médiatique du Cambodge, en France et aux États-Unis, vise aussi à faire oublier le Timor.
Entre-temps, début novembre 1979 "sous la pression de Phnom Penh", l'équipage de l'Île-de-Lumière a été obligé de renoncer à sa mission médicale" et va simplement finir sa dernière opération, où "seront déchargées un millier de tonnes de riz, de lait en poudre, de sucre et d'huile, financée par le Comité international de la Croix-Rouge et par l'Union européenne, les autorités provietnamiennes de Phnom-Penh ayant même exigé qu'il "n'emporte pas plus d'un médecin à bord". Le 25 novembre 1979, André Glucksmann demande d'emblée à Bernard Kouchner "troque-t-on le drapeau rouge pour celui de la Croix-Rouge ?" et il répond n'avoir immédiatement n'avoir "plus qualité pour parler" de MSF et préfère "parler du présent", le Cambodge, "troisième génocide auquel il est mêlé", dans un entretien au Nouvel Observateur à la veille du retour en France d'un voyage de trois jours au Cambodge de six députés UDF, parmi lesquels Alain Madelin, Gérard Longuet et François Léotard, tous trois encore inconnus, qui ont participé ensemble à la campagne des européennes 1979, même si seul Gérard Longuet était candidat, en 55e position. Aidés par les contacts au Cambodge d'Alain Madelin et informés en amont de la préparation de l'émission, ils ont menacé l'ambassade de l'URSS d'y faire un esclandre pour obtenir le droit de rentrer dans le pays, obtenant d'y être enmené par un avion militaire soviétique,.
Le jour de leur retour, "Les Dossiers de l'écran" du 27 novembre 1979 sont consacrés au "Cambodge, un peuple assassiné". Le prince Norodom Sihanouk y "fait sa rentrée", puis la parole est longuement donnée à Alain Madelin, rentré le matin du Cambodge, qui fait sensation en déclarant avoir vu des camions de riz prendre la direction du Vietnam et en demandant pourquoi Heng Samrin, homme politique cambodgien, ex-commandant de division khmer rouge enfui au Viêt Nam en 1978 pour échapper aux purges, affirme n'avoir reçu que 4 039 tonnes d'aide occidentale alors que plus de vingt mille ont déjà été débarquées. Claude Malhuret est également cité dans le compte-rendu dans Le Monde, pour avoir interpellé brutalement le docteur Follezou, président du CFAMSPC, qui avait évoqué l'espoir d'une "renaissance" permise par l'aide, en lui demandant pourquoi les Cambodgiens interdisent-ils aux médecins qui ne sont pas " dans la ligne " de venir soigner les Khmers ?,. Ce numéro des dossiers de l'écran sera inclus dans leur chronologie des « Idées en France » par l'historienne Anne Simonin et la sociologue Hélène Clastres.
La polémique enfle encore les jours suivants. Dans son journal Tonus, Alain Dubos, futur vice-président de MSF estime que le docteur Follezou a parlé comme Darquier de Pellepoix pendant la Seconde Guerre mondiale et traite de « gros crapaud répugnant, ricanant et bavant sur quatre à cinq millions de cadavres » le journaliste Wilfred Burchett auteur de nombreux livres sur la guerre d'Indochine et la guerre du Vietnam, qui avait pourtant condamné les Khmers rouges dès 1978 après avoir visité les camps de réfugiés. S'ensuit un très médiatique procès en diffamation. Alain Madelin y soutient MSF, qui est relaxé.
Juste après l'émission, le député Jean-Pierre Pierre-Bloch, déjeunant avec Rony Brauman et Claude Malhuret dans un restaurant 3 étoiles, leur propose une "Marche pour la survie du Cambodge" à la frontière avec la Thaïlande, pour réclamer son ouverture à un convoi terrestre MSF. L'initiative séduit le 12 décembre le comité de direction de MSF, pour qui le succès de L'Île de Lumière, bateau de Bernard Kouchner s'est fait au prix de conditions exorbitantes posées par le Cambodge. Il est décidé d'associer Action contre la faim organisation créée en novembre 1979 par Bernard-Henri Lévy avec Jacques Attali (PS), l'ex-ministre giscardienne Françoise Giroud, et Jean-Christophe Victor, attaché culturel de l'ambassade France à Kaboul (Afghanistan), qui témoigne de la famine sévissant dans ce pays lors de la conférence créant l'association dont les médias se font le relais. 
Le 20 décembre est lancé un appel à cette marche du 5 février 1980,, qui permet une nouvelle interview à la télévision publique française d'Alain Madelin et de Bertrand de Maigret, gendre du ministre de l'intérieur Michel Poniatowski, Gérard Longuet et François Léotard étant aussi présents. MSF échoue à faire entrer ses 20 camions de riz et de médicaments, qui doivent faire demi-tour, rejoindre les camps en Thaïlande. En 1980, Le Monde  estime que « tout le monde connaît aujourd'hui, du moins pour l'essentiel, la tragédie des " boat-people " et l'exploit de l’Ile-de-lumière » et que « nul n'ose plus ironiser sur le "bateau de Saint-Germain-des-Prés" et sur la " réclame " humanitaire que se faisaient quelques farfelus ».
Cependant, les fortes médiatisation et politisations de la "marche pour le Cambodge" de décembre-janvier 1980 orchestrée par MSF, « sur fond de querelles de clans », s'ajoutent aux différents nés 13 mois avant, concernant le "Bateau pour le Vietnam", et évoqués lors de l'assemblée général du printemps 1979. La suivante, au premier trimestre 1980, voit une forte contestation de Claude Malhuret, notamment par les délégués de Marseille, Toulouse et Bordeaux et il décide de passer la main à un proche, à la tête de MSF. Cette accumulation de différents contribue fortement à la scission et au départ de Bernard Kouchner qui va fonder Médecins du monde en mars 1980.

## Fondateurs et responsables
Le comité officiel d'"Un bateau pour le Vietnam" est présidé par Claudie Broyelle, secondée par trois vice-présidents, Robert Zitoun, Alain Geismar et l'avocat Jacques Miquel. Françoise Gauthier, militante d'Amnesty international est  trésorière et dépouilles les milliers de courriers reçus
.
Parmi les premiers signataires dans Le Monde du 23 novembre 1978, Jean-Paul Sartre, Raymond Aron, Brigitte Bardot, Simone de Beauvoir, Vladimir Boukovski, Irwing Brown, Maurice Clavel, ou encore Pierre Daix.

## Réactions, engagements et prises de positions
- À gauche, Le Matin , Le Monde et Libération soutiennent cette initiative mais L'Humanité, quotidien du PCF, et une partie de l'aile gauche du parti socialiste, le CERES la critiquent[78]. Michel Rocard et Lionel Jospin] la soutiennent, et plusieurs personnalités du CERES participent à la pétition[18] et Mitterrand appelle les mairies socialistes à se mobiliser pour accueillir 20000 réfugiés, sachant que le statut décidé à Genève suffit.
- À droite, plus d'un tiers des 278 députés élus lors des législatives de 1978 soutiennent l'initiative et Jacques Chirac décide d'adopter une réfugiée de 21 ans arrivée à Roissy en juin 1979. Le député Charles Millon fait de même. Mais Le Figaro y est d'abord très défavorable[78],[79], notamment via un éditorial du 9 décembre, en première page, de son actionnaire Robert Hersant, qui déclare « je ne désire pas y mêler mes journaux »[80], pour ne pas se méler à « ceux qui furent complices, et finalement pendant des années, des agresseurs du Sud-Vietnam »[1] et conclut « rien pour le nouveau bateau de ceux qui nous ont déjà menés en bateau au Vietnam », en référence au bateau soviétique homonyme parti de Marseille début 1968. La Croix, quotidien chrétien de centre droit, critique Robert Hersant en estimant qu'à partir du 9 décembre, Le Figaro a « cessé d'être le grand quotidien libéral de centre droit indispensable au pluralisme français, comme il est arrivé une fois dans le passé lorsqu'il a été livré à la paranoïa du parfumeur Coty qui se prenait pour un homme politique »[80].
- Un article de Frédéric Lewino et Gwendoline Dos Santos dans Le Point du 10 novembre 1978 dénonce le « trafic de chair humaine » orchestré par le Vietnam avec ses propres citoyens candidats à l’exil[81].
- Bernard Henri-Lévy et André Glucksmann, promus en mai 1977 par la télévision publique comme «les nouveaux philosophes » après un dossier du premier dans Les Nouvelles littéraires de Philippe Tesson[82],[83] ne figurent pas dans les fondateurs. Bernard Henri-Lévy souhaitait plutôt envahir l'ambassade du Vietnam à Paris, se ralliant seulement ensuite à la pétition pour le bateau[18]. André Glucksmann est d'abord peu convaincu[18] et inactif en novembre 1978 puis s'y rallie aussi en mars 1979[18]. Robert Linhart qui fut avec lui de 1970 à 1973 l'autre codirecteur du journal maoïste J'accuse refuse de participer au motif que cela revient à négliger l'exploitation des salariés en France[1]. Le 27 novembre 1978, trois semaines après qu'ait émergée l'idée d'un "bateau pour le Vietnam", Glucksmann est invité sur la télévision publique à un "Plateau Hai Hong" dans Question de temps[84] avec le rédacteur en chef de L'Humanité, un « échange qui tourne à l'altercation violente »[82], Glucksmann « l'interromptant brutalement »[85] pour accuser son journal de mentir[82] « depuis 50 ans »[86], sur le même ton que le 24 juin 1974 "Ouvrez les guillemets", où il s'en était pris à François Cohen, ex-correspondant de L'Humanité à Moscou[82]. René Andrieu se lève et s'en va, devant Bernard Kouchner et la présidente du comité vietnamien pour la défense des droits de l'homme, André Glucksmann se levant ensuite à son tour pour partir aussi[87],[86]. Un "incident bien parisien", ironise Claude Sarraute dans Le Monde, dans un article titré "C'est lui qui a commencé"[87].
- La Marine nationale n'est pas mobilisée[32], un communiqué niveau militaire d'août 1979 mentionnant même qu'elle évite la zone, à la suite des « réticences du gouvernement »[32] à soutenir l’action du comité de Kouchner, alors qu'en octobre 1954 elle avait porté secours aux premiers boat people[32], les chrétiens du Tonkin fuyant après la fin de guerre d'Indochine et que depuis le début des années 1970, elle avait mené des dizaines d’opérations de secours d’urgence[32]. Et dès le 15 septembre 1979, Libération s'inquiète en première page que la mobilisation des médias en faveur des boat people décline[47], « L'île lumière » ayant terminé sa campagne humanitaire de 5 mois[47].

## Actions

### La transformation du cargo
L'Île de Lumière est à la fois un navire-hôpital et un centre de vaccination flottant, avec des chirurgiens, un anesthésiste, et une infirmière, bénévoles et relayés tous les mois.
Marié à une vietnamienne, Michel Cordier, l’armateur-directeur de la Compagnie des chargeurs calédoniens, propose un caboteur d'un blanc immaculé de 85 mètres de long construit aux Pays-Bas en 1962 et acheté en 1974, qui s'appelait déjà « L'île de lumière », l'autre surnom de la Nouvelle-Calédonie,, où un "Comité fraternité" est créé, dirigé par Michel Kauma et animé par Eliette Cognard, avec une campagne d'affichage dans toute la ville, le docteur Bernard Rousseau, chirurgien à la clinique Magnin, travaillant à transformer le bateau en navire-hôpital. Ce caboteur commandé François Herbelin, 30 ans, transportait jusque-là du bois, coprah ou ciment pour le compte de la Compagnie des chargeurs calédoniens, sur la rotation mensuelle Nouméa-Sydney-Norfolk. Il faut l' équiper: bloc opératoire, salle de radiologie, morgue et 150 lits dans ses cales. Il y a aussi deux journalistes d'Antenne 2 à bord, dont Jacques Abouchar et Jacques Pavlovsky, et  un reporter photographe.

### L'île de Pulau Bidong
À bord, une grosse majorité de Vietnamiens d'origine chinoise embarqués sur l'île de Pulau Bidong. Les « Boat-people » étaient très peu nombreux jusqu'en 1978 sur cet petite île plate, qui ne fait pas plus d'un kilomètre carré, puis sont 121 le 8 août 1978 auquel s'ajoutent 600 autres en août. En janvier 1979, ils sont déjà 18 000 pour 4 500 places prévues et en juin 1979, 40 000. Arrivé mi-avril 1979, le na ire français embarque un groupe de boat people retrouvés inanimés sur une plage.

### Soins, vaccinations et remontée du Mékong
Cette campagne de 9 mois environ, qui a permis de sauver quelque 30 000 personnes, fut suivie par six autres. Au cours de sa première mission en Mer de Chine, démarrée en mars 1979, interrompue par les autorités du Cambodge en novembre 1979, il a permis d'hospitaliser quelque 2500 refugiés, d'en recueillir plus de 900, d'installer un dispensaire sur l'île de Pulau Bidong. Le navire y est ancré à partir du 19 avril, et y reste cinq mois,, ce qui a permis de vacciner 70000 refugiés, l'un de ses buts premiers. Des voyages aériens vers l’Europe sont décidés pour prolonger le sauvetage maritime. Le navire va ensuite patrouiller trois mois dans les îles éparses des Anambas au large de l’Indonésie pour secourir d’autres boat-people. Le temps d’une escale à Singapour, il remonte le Mékong pour ravitailler Phnom Penh, « libérée » des Khmers rouges de Pol Pot par les Vietnamiens, afin d y acheminer un millier de tonnes de vivres. Premier navire occidental à emprunter le Mekong depuis 1975, il le remonte jusqu'à Phnom Penh.

## Suite en Allemagne
Quelques mois après l'initiative française, une opération similaire est proposée à la télévision allemande, le cargo reconverti pour des soins médiaux nommé Cap Anamur, lancée par Rupert Neudeck, du journal allemand Deutschlandfunk, avec sa femme, à la suite d'un entretien en février 1979 avec Jean-Paul Sartre, à qui il avait consacré sa thèse sur lui. Il s'intéresse à ce qu'a fait Bernard Kouchner avec l'Île de lumière. Il écrit une lettre à au Prix Nobel de littérature Heinrich Böll, récemment interviewé aussi'. Deux jours plus tard, ce dernier accepte, comme Jean-Paul Sartre, de mettre au service du projet sa notoriété,,. Son projet, utiliser le cargo commercial Cap Anamur pour une autre campagne humanitaire, est présenté par l'émission télévisée "Report", de l'ancienne Südwestfunk à Baden-Baden. Près de 1,3 million de marks de dons sont rapidement récoltés permettant de fonder dans la ville de Cologne l’association « A Ship for Vietnam » et d’affréter le Cap Anamur, homonyme d'une pointe sur la côte turque, un cargo reconverti pouvant accueillir jusqu'à 600 personnes. Rupert Neudeck cofonde aussi l'organisation humanitaire Green Helmets.

## Chronologie
- octobre 1978 : 10500 réfugiés de plus en seulement un mois en Malaisie[18];
- mi-novembre 1978 : 10500 réfugiés de plus en deux semaines en Malaisie[18];
- 11 au 13 novembre 1978 : 2700 réfugiés de plus en trois jours en Malaisie[18]
- 8 novembre 1978 : cargo en perdition au journal de 20 heures[18];
- 8 novembre 1978 : Claudie Broyelle téléphone à Bernard Kouchner pour proposer l'opération;
- 9 novembre 1978 : première réunion, présidée par Claudie Broyelle, chez Vladimir Maksimov;
- 22 novembre 1978 : appel de 70 intellectuel dans Le Monde, pour « Un bateau pour le Vietnam »[77],[97];
- novembre 1978 : un rescapé témoigne dans Libération pour que cesse le massacre;
- 20 novembre 1978 : interview d'Yves Montand au journal télévisé « des Vietnamiens se noient et nous devons les aider »[79].
- 23 novembre : conférence de presse  des fondateurs au Sofitel, présidée par Claudie Broyelle;
- 23 novembre 1978 : pamphlet de Xavier Emmanuelli dans le Quotidien du médecin[98],[99]";
- 27 novembre 1978 : clash sur Antenne 2 entre André Glucksmann et René Andrieu, qui se lève et s'en va[86];
- 16 février 1979 Le Monde annonce que le cargo quittera la Nouvelle-Calédonie en mars[100];
- mars 1979 : André Glucksmann et sa femme Françoise Renberg passent trois semaines sur l'île, pour le compte de L'Express[101],[28];
- 30 mars 1979 : le navire part de Nouméa;
- 7 mai 1979 : 7e assemblée générale de MSF, Kouchner n'obtient que 40% des mandats[26]
- 20 juin 1979: conférence de presse à l'hôtel Lutétia, Sartre interviewé par les télévisions[28];
- 20 juillet 1979: conférence à Genève sur les réfugiés ;
- 13 août 1979 : le Cap Anamur allemand arrive en mer de Chine ;
- mars 1980 : les 15 médecins sur le bateau fondent Médecins du monde ;
- 1982 : création du Comité Cap Anamur/SOS Médecins allemands.

## Dans la culture populaire
Les boat-people, sauvés par le navire, inspireront Plus près des étoiles chanson et premier succès du groupe pop français Gold en 1984. "Une première vague" de boat-people « était partie du Vietnam en 1975, suivie d'une deuxième vague vers la fin des années 1970 », avant une troisième vague, plus modeste, vers la fin des années 1980".

## Autobiographie
- Deux livres ont raconté dès 1980 l'aventure, celui de Kouchner[103],[104] et celui de son comparse armateur du navire Michel Cordier[105].